# Oscil·lació

Un oscil·lador harmònic simple (no amortit) és un exemple de sistema oscil·latori.

Una oscil·lació és la variació, pertorbació o fluctuació en el temps d'un medi o sistema físic, al voltant d'un punt central (sovint un punt d'equilibri) o entre dos o més estats. Exemples ben coneguts i familiars en serien el pèndol i el corrent altern. Si el fenomen es repeteix, es parla d'oscil·lació periòdica. El terme vibració es refereix a les oscil·lacions de tipus mecànic. El període d'oscil·lació és el temps transcorregut entre dos punts equivalents d'una oscil·lació. Per exemple, en una ona seria el temps recorregut entre dos crestes o entre dos valls. El període d'oscil·lació per un determinat fenomen és la inversa de la freqüència.
El sistema mecànic oscil·lant més simple és una massa agafada a una molla i no sotmesa a altres forces; exceptuant el punt d'equilibri, un sistema com aquest seria equivalent a un idèntic només sotmès a una força constant com la gravetat. El sistema serà en un estat d'equilibri mecànic quan la molla no sigui estirada. Si el sistema es desplaça del punt d'equilibri s'exercirà una força restauradora neta sobre la massa que tendirà a tornar el sistema a l'equilibri. Tanmateix, la massa, en moure's cap a la posició d'equilibri, haurà adquirit una quantitat de moviment que farà que la massa es continuï movent més enllà del punt d'equilibri, provocant una nova força restauradora en sentit oposat. El temps que triga a completar-se una oscil·lació acostuma a rebre el nom de període.
La dinàmica d'un sistema molla-massa es descriu matemàticament per l'oscil·lador harmònic simple i el seu moviment periòdic és conegut com a moviment harmònic simple. En el sistema molla-massa la massa té energia cinètica que es converteix en energia potencial emmagatzemada a la molla en els extrems del camí que recorre. Aquest sistema il·lustra algunes de les característiques comunes a les oscil·lacions, l'existència d'un equilibri i la presència d'una força restauradora que és més gran com més es desvia el sistema del punt d'equilibri. L'oscil·lador harmònic ofereix un model per a molts d'altres tipus d'oscil·lacions que pot ser estes amb la utilització de l'anàlisi de Fourier.
Una oscil·lació en un medi material és el que crea el so.

## Amortiment, oscil·lacions forçades i autoinduïdes
Als sistemes del món real el segon principi de la termodinàmica comporta que al medi ambient hi hagi una contínua i inevitable conversió d'energia vers energia tèrmica. Així, les oscil·lacions amortides tendeixen a disminuir amb el temps si al sistema no hi ha una font d'energia que n'aporti, la descripció més simple d'aquest procés pot ser il·lustrat amb l'oscil·lador harmònic. De manera addicional, un sistema oscil·lant pot ser sotmès a una força externa, sovint sinusoide, per tal de mantenir l'amplitud de l'oscil·lació. Aquest seria el cas d'un circuit de corrent altern que es connecta a una font externa d'electricitat, en aquest cas es parla d'oscil·lacions forçades.
Alguns sistemes poden ser excitats per l'energia que es pot transferir des del seu entorn. Aquesta transferència ocorre habitualment quan els sistemes formen part d'un fluid. Per exemple, en aerodinàmica el fenomen del fimbrament ocorre quan hi ha un desplaçament arbitrari respecte al punt d'equilibri de l'ala d'una aeronau, que ocasiona un increment de l'angle d'atac de l'ala contra el flux de l'aire i el consegüent increment del coeficient de sustentació provocant un desplaçament més gran. La rigidesa de les ales domina els desplaçaments i aporta la força de restauració que provoca el retorn a la posició d'equilibri i possibilita l'oscil·lació.

## Oscil·lacions acoblades
Els oscil·ladors harmònics i els sistemes equivalents tenen un sol grau de llibertat. Els sistemes més complexos tenen més graus de llibertat, per exemple, dues masses i tres molles, on cada massa és agafada a punts fixes i a les altres masses. En aquests casos el comportament de cada variable influencia el de les altres, això porta a un acoblament de les oscil·lacions dels graus de llibertat individuals. El moviment aparent de les oscil·lacions individuals sembla molt complicat però hom pot obtenir una descripció simple i conceptualment en profunditat utilitzant la informàtica per resoldre i extreure els patrons del moviment com a mode normal o freqüències naturals.

## L'energia en el moviment esmorteït

Disminució de l'energia de l'oscil·lador esmorteït amb el temps. L'envoltant de la corba és l'amplitud (exponencial decreixent)

Si se substitueix el coeficient que fa el paper d'amplitud de l'oscil·lador esmorteït a l'equació que determina l'energia potencial s'obté:
{\displaystyle E_{p}={\frac {1}{2}}kA^{2}={\frac {1}{2}}m\omega ^{2}{A_{0}^{2}e^{-2\gamma t}}=E_{0}e^{-t/\tau }} [3]
on {\displaystyle E_{0}={\frac {1}{2}}kA_{0}^{2}} representa l'energia disponible inicialment per l'oscil·lador, i {\displaystyle \tau ={\frac {1}{2\gamma }}={\frac {m}{c}}} es coneix com a temps de relaxació de l'oscil·lador.
Els oscil·ladors esmorteïts poden quedar descrits per un factor de qualitat {\displaystyle Q}
{\displaystyle Q=\omega _{0}\tau }
Aquest factor és adimensional i es pot relacionar amb la pèrdua d'energia per cicle d'oscil·lació, diferenciant:
{\displaystyle dE=-{\frac {1}{\tau }}E_{0}e^{-t/\tau }dt=-{\frac {1}{\tau }}Edt}
Si l'amortiment és petit, es pot substituir {\displaystyle dE} per {\displaystyle \Delta E} i prendre per {\displaystyle dt} el valor del període {\displaystyle T}, per expressar així la pèrdua d'energia per cicle com:
{\displaystyle {\frac {|\Delta E|}{E}}={\frac {T}{\tau }}={\frac {2\pi }{\omega _{0}\tau }}={\frac {2\pi }{Q}}}
Es pot afirmar així que un oscil·lador és tant millor com més gran sigui el seu factor de qualitat.

## Ressonància
El fenomen de la ressonància és important i el seu tractament mereix una consideració especial. Analíticament es comprova que quan la freqüència angular de la força impulsora {\displaystyle {\Omega }} sigui igual a la freqüència natural de l'oscil·lador {\displaystyle {\omega _{0}}}, l'energia absorbida per l'últim a cada cicle serà màxima. El fenomen de la ressonància afecta no només l'amplitud de l'oscil·lació en règim permanent sinó també altres magnituds implicades en el fenomen físic com són la velocitat que adquireix la massa o la potència posada en joc per al desenvolupament del moviment. La representació gràfica de l'amplitud del desplaçament A, l'amplitud de la velocitat o la potència en funció de la pulsació de la força aplicada {\displaystyle {\Omega }}, donen origen a tres famílies de corbes de ressonància, si bé es poden considerar el cas de més magnituds físiques representatives del comportament del sistema. A cadascuna de les famílies de corbes que es consideren per a cada magnitud en estudi se seleccionen diverses de les corbes a què s'associen els valors de l'índex d'amortiment {\displaystyle {\gamma }}. Per exemple, si es dibuixa el diagrama representant la potència mitjana {\displaystyle {\bar {P}}} transmesa a un oscil·lador en funció de la freqüència de la força impulsora {\displaystyle {\Omega }}, es visualitzaria una corba de ressonància amb la seva forma de campana característica. Quan l'esmorteïment és petit, l'alçada del pic és elevada i la seva amplada estreta, en canvi, quan l'amortiment és gran, l'alçada del pic és baixa i la seva amplada més àmplia. Per al cas d'esmorteïments raonablement petits, es pot reprendre la noció del factor de qualitat o {\displaystyle {Q}} introduïda en parlar de l'energia en els moviments oscil·latoris. Aquesta mateixa magnitud quan s'aplica a la corba de ressonància de la potència absorbida per l'oscil·lador, es pot expressar: 
{\displaystyle {\Delta \omega  \over \omega _{0}}={1 \over Q}} on aquí {\displaystyle {\Delta \omega }} representa l'amplada del pic presa a meitat de la seva alçada.
D'aquesta manera un valor alt de {\displaystyle {Q}} també reflecteix l'agudesa i l'estretor dels pics de la ressonància.

## Exemples

### Mecànics
- Doble pèndol[10]
- Pèndol de Foucault[11][12]
- Ressonància de Helmholtz
- Gronxador[13]
- Cordòfons[14]
- Diapasó[15][16]
- corda vibrant
- Oscil·lacions al Sol (heliosismologia) i altres estrelles (astrosismologia)

### Elèctrics
- Corrent altern
- Multivibrador
- Oscil·lador Armstrong
- Oscil·lador d'autoblocatge
- Oscil·lador de Clapp
- Oscil·lador de Colpitts
- Oscil·lador electrònic
- Oscil·lador de Hartley
- Oscil·lador de Pierce
- Oscil·lador de relaxació
- Circuit RLC
- Oscil·lador de Vačkář
- Oscil·lador de pont de Wien

### Electromecànics
- Oscil·lador de cristall de quars
- Altaveu
- Micròfon

### Òptics
- Làser (oscil·lació d'un camp electromagnètic amb una freqüència de l'ordre de {\displaystyle 10^{15}}Hz)
- Oscil·lador de Toda o autopulsació (pulsació de la potència d'un làser a freqüències {\displaystyle 10^{4}}Hz -- {\displaystyle 10^{6}}Hz)
- Oscil·lador quàntic pot referir-se tant a un oscil·lador local òptic com al model habitual de l'òptica quàntica.

### Biològics
- Ritme cardíac
- Equacions de Lotka-Volterra

### Humans
- Electroencefalografia
- Aparell fonador

### Econòmics i socials
- Cicle econòmic
- Economia Malthusiana

### Climatics i geogràfics
- Moviment de Chandler
- El Niño
- Marea

### Químics
- Reacció de Belousov-Zhabotinsky